# Ender en el exilio
Ender en el exilio (originalmente Ender in Exile) es una novela de ciencia ficción escrita por Orson Scott Card y publicada en 2008.

## Argumento
Ocurre unos cuarenta años después de lo narrado en El juego de Ender y 2.650 antes de La voz de los muertos, y enlaza también con la serie posterior de La sombra de Ender, gracias a un uso inteligente de los efectos relativistas.
Ender Wiggin, tras vencer a los insectores y dejar la Escuela de Batalla, parte a la búsqueda del planeta en el que se habían reunido las reinas colmenas de los insectores para intentar entender por qué se hallaban todas en un único planeta, lo que hacía a su especie extraordinariamente vulnerable.
Ender se dirige a la colonia Shakespeare como gobernador, pero el comandante de la nave que lo lleva desea convertirse en el poder en la sombra detrás de Ender o, cuando menos, enviar a éste de nuevo al asteroide Eros (lugar donde se encontraba la ahora en desuso Escuela de Alto Mando)para quedarse con el poder. Ender, ahora de 13 años de edad, ve venir el golpe y lo previene, ya que sigue siendo un excepcional estratega. 
Al final Ender recala en la Colonia Ganges, fundada por Virlomi, antigua alumna de la escuela de batalla, y con la presencia en la colonia de Aquiles (hijo de Bean, La sombra de Ender, y su antiguo lugarteniente en la Escuela de Batalla en El juego de Ender).